# Општина Никорешти (Галац)
Никорешти (рум. Nicoreşti) општина је у Румунији у округу Галац.
Oпштина се налази на надморској висини од 158 m.